# مگ تیلی
مگ تیلی (انگلیسی: Meg Tilly؛ زادهٔ ۱۴ فوریهٔ ۱۹۶۰) هنرپیشه اهل ایالات متحده آمریکا است.

## گزیده فیلمشناسی
از فیلم‌ها یا برنامه‌های تلویزیونی که وی در آن نقش داشته‌است می‌توان به آثار زیر اشاره کرد.
- اندوه شدید (فیلم) (۱۹۸۳)
- اگنس خدا (۱۹۸۵)
- بدون ضرب‌وشتم (۱۹۸۶)
- بالماسکه (۱۹۸۸)
- جسددزدها (فیلم ۱۹۹۳) (۱۹۹۳)
- ماشین جنگ (فیلم) (۲۰۱۷)
- والمونت (۱۹۸۹)
- قصه‌های جزیره (۱۹۹۳)
- روانی ۲ (۱۹۸۳)
- تکس (۱۹۸۲)